# Ortspolizeibehörde Bremerhaven
Die Ortspolizeibehörde Bremerhaven ist die älteste kommunale Polizei Deutschlands und die einzige Stadtpolizei mit eigener Schutz- und Kriminalpolizei.

## Vorgängergemeinden
Da die Stadt Bremerhaven, welche von 1939 bis 1947 Wesermünde hieß, aus dem Flecken Lehe, den mittelalterlichen Dörfern Geestendorf, Wulsdorf und Weddewarden sowie aus den Hafensiedlungen Bremerhaven (bremisch) und Geestemünde (hannoverisch, später preußisch) hervorging, hat die Ortspolizeibehörde Bremerhaven verschiedene Wurzeln.
Vom Mittelalter bis zur Mitte des 19. Jh. gab es zwischen der rechtsprechenden und ausführenden Gewalt keine Trennung. Der Verwalter einer Ortschaft oder eines Gebiets, nannte man ihn nun Vogt, Amtmann, Drost oder Richter, war gleichzeitig Polizeichef und Richter in einer Person sowie auch militärischer Befehlshaber.

### Lehe
Lehe, nördlich des Flusses Geeste gelegen und im Mittelalter die größte Siedlung im Bereich der heutigen Stadt Bremerhaven, wird erst spät um 1273/78 in einem Güterregister der Grafen von Oldenburg erwähnt. Kurz darunter stehen Regelungen, die man heutzutage teilweise dem Polizeirecht zuordnen würde:
- Wenn ein Mann vor seiner Verurteilung flieht und ihn der Richter verfolgt, so soll er Friede haben, wenn er sich auf eine Leiter flüchten kann; aber dem Richter gehört alles, was er daneben findet. Ergreift ihn der Richter aber vorher, gehört dem Richter alles, was er bei sich hat.
- Wenn der Vogt für den Grafen dessen Zins einsammelt und dafür ein Haus betritt, es aber wieder verlässt, weil der Ältermann bestätigt, dass das Korn schlecht ist und nichts taugt, so muss der Hausherr dem Richter sechs Schillinge Strafe zahlen.

Von 1414 bis 1632 ist in Lehe ein Vogt bezeugt. Ab 1633 bis 1826 hatte ein Richter, der zuletzt auch Amts-Assessor tituliert wurde, die Polizei- und Justizgewalt. Nun folgten Amts-Assessoren und Amtsleute, bis 1852 im Königreich Hannover, zu dem Lehe damals gehörte, die Gewaltenteilung eingeführt wurde.
Im Mittelalter und zu Beginn der Neuzeit könnte man die acht Rönner als erste Polizeikräfte bezeichnen, wobei jedes Viertel des Fleckens Lehe zwei Rönner wählte. Zudem stand dem Richter und vermutlich davor auch schon dem Vogt ein Gerichtsdiener zur Verfügung, der polizeiliche Aufgaben erfüllte. Ihm unterstanden mehrere königliche Gendarmen.
Nachdem die Bevölkerung in Lehe durch den wirtschaftlichen Erfolg der benachbarten Hafenstadt Bremerhaven rasant angestiegen war, gab es vor dem Ersten Weltkrieg zum Schutz der Leher Bevölkerung 1 Polizeikommissar, 2 Wachtmeister, 7 Kriminalschutzleute und 20 uniformierte Schutzleute. Nachts sorgen 1 Nachtwachtmeister, 1 Obersergeant und 14 Nachtpolizeisergeanten für Sicherheit.

### Vieland
Die Dörfer Geestendorf und Wulsdorf südlich des Flusses Geeste bildeten zusammen mit Schiffdorf und Bramel das Vieland. Ab 1847 entstand zwischen Geestendorf und der Geeste die hannoversche Hafensiedlung Geestemünde, in die 1889 Geestendorf eingemeindet wurde. Zu dieser Zeit gab es 1 Polizeikommissar, 12 Schutzleute und mehrere Kriminalschutzleute. 1913 erhielt Geestemünde Stadtrecht, 1920 wurde Wulsdorf eingemeindet. Die Stadt verfügte nunmehr über ca. 25 Polizeibeamte.

### (Alt-)Bremerhaven
1827 erwarb der Bremer Bürgermeister Johann Smidt für seine Stadt vom Königreich Hannover das Gebiet des heutigen Zentrums von Bremerhaven, welches Hannover kurz zuvor erheblich billiger von den Leher Bauern angekauft hatte. Er setzte seinen Neffen Dr. Johann Castendyk als Amtmann ein, der die Aufgaben eines Leiters der Zivilverwaltung, Richters und Polizeichefs in einer Person vereinigte. Seit Juni 1827 unterstanden ihm drei Polizeidragoner, die in einem umgebauten Torfschuppen Quartier hatten, in dem auch das Gefängnis sowie ein Pferde- und ein Kuhstall untergebracht waren. Schon wenige Jahre später wurden sie durch 12 Hafenwächter unterstützt und 1840 unter das Kommando eines blau uniformierten Polizeikommissars gestellt. 1874 war die Polizeitruppe schon auf 2 Polizeikommissare, 1 Dragonerkommandaten, 11 Polizeidragoner, 4 Hafenwächter für den Tagesdienst und 32 Hafennachtwächter angewachsen. Nach hundertjähriger Tätigkeit setzte sich die Bremerhavener Polizei 1927 aus 1 Polizeimajor, 3 Polizeiwachtmeistern, 8 Polizeimeistern, 5 Polizeihauptwachtmeistern, 81 Polizeioberwachtmeistern, 1 Kriminalrat, 7 Kriminalsekretären und 13 Kriminalassistenten zusammen.

### Wesermünde
1924 wurden die Städte Geestemünde und Lehe zur Stadt Wesermünde vereinigt. 1939 wurde bis auf den Kaiserhafen die bisher bremische Stadt Bremerhaven mit der preußischen Stadt Wesermünde vereinigt. Weiterhin kam das Dorf Weddewarden zur neuen Großstadt an der Unterweser.
Am 6. Februar 1940 wurde die Führung der Polizeikräfte im Gebiet der Stadt Wesermünde zusammengefasst. Am 1. April 1940 legte man die Friedens-Sollstärke der Polizei in dem damaligen Glauben an den bevorstehenden Endsieg fest: 1 Polizeidirektor, 239 Beamte und 13 Angestellte bei der Schutzpolizei, 30 Beamte und 29 Angestellte bei der Verwaltungspolizei sowie 45 Beamte und 3 Angestellte in der Strafabteilung.
1947 erfolgte die Umbenennung der Stadt in Bremerhaven.

## Ortspolizeibehörde Bremerhaven

### Gründung
Nach dem Ende des Zweiten Weltkriegs erließ die Militärregierung für Deutschland Richtlinien für die deutsche Polizei, mit der alle Befehlsgewalt der SS-Führung über die Polizei sowie die Geheime Staatspolizei sowie diese Einrichtungen abgeschafft wurden. Die Polizei sollte dezentralisiert und den Leitern der Zivilverwaltungen, in den Städten den Ober- und Bürgermeistern, unterstellt werden.
Die amerikanische Militärregierung setzte am 11. Mai 1945 den 1937 pensionierten Bremer Polizeioffizier Helmut Yström in Wesermünde als Chief of Police ein. Auf Deutsch nannte er sich Polizeipräsident, da er gleichzeitig auch in Bremen diese Funktion bekleidete. Er wurde angewiesen, alle Mitglieder der Sicherheitspolizei und des Sicherheitsdienstes sowie alle Offiziere der kasernierten Polizei und der Technischen Nothilfe zu verhaften. Alle Polizei- und Hilfspolizeikräfte waren zu entwaffnen. Anders als in den Richtlinien für die deutsche Polizei vorgesehen wurde dem Polizeipräsidenten befohlen, Befehle ausschließlich von dem Sicherheitsoffizier der lokalen amerikanischen Militärregierung entgegenzunehmen und diesem zu berichten.
Erst zwei Wochen später, nämlich am 24. Mai 1945, ernannte die Militärregierung Dr. Hellmuth Koch zum kommissarischen Oberbürgermeister und übertrug ihm am 9. Juni 1945 die Leitung der Polizei in Wesermünde, wie dies in den allgemeinen „Richtlinien für die Polizei“ vorgesehen war. Am 21. Juni 1945 legte er die offizielle Bezeichnung für die Leitung der Ortspolizeibehörde fest: „Der Oberbürgermeister als Ortspolizeibehörde – Der Polizeidirektor“. Der Oberbürgermeister und sein Polizeidirektor blieben aber dem Sicherheitsoffizier der Militärregierung unterstellt. Diese Kontrolle wurde schon Anfang 1948 erheblich gelockert und entfiel 1952 gänzlich, als es für Bremerhaven keinen „US Resident Officer“ mehr gab.
Bis heute ist nach § 128 Abs. 2 Nr. 2 BremPolG der Oberbürgermeister als Vertreter des Magistrats die Ortspolizeibehörde für die Stadt Bremerhaven; faktisch liegt die Leitung beim Direktor der Ortspolizeibehörde.

### Aufgaben
Die Ortspolizeibehörde Bremerhaven hat als Exekutivorgan der Freien Hansestadt Bremen im Rahmen des Polizeirechts den Auftrag der Gewährleistung der öffentlichen Sicherheit. Der Begriff der öffentlichen Ordnung wurde aus dem Bremischen Polizeigesetz gestrichen.
Als Strafverfolgungsbehörde geht sie gegen ordnungswidrige und strafbare Handlungen vor, ermittelt Täter und analysiert Tatmuster. Eine weitere Aufgabe ist die Gefahrenabwehr im Bereich der inneren Sicherheit, das heißt, die Verhütung oder Unterbindung von rechtswidrigen Handlungen jeder Art. Im Rahmen der Verkehrsüberwachung regelt sie Verkehrsströme und hat eine tragende Rolle in der Notfallhilfe (Notruf). Ferner sorgt die Polizei in enger Kooperation mit der Judikative und anderen Behörden, beispielsweise Bundespolizei und Zoll, für die Verbrechensprävention um bereits im Vorfeld mögliche Straftaten zu erkennen und zu verhindern.

### Rechtsgrundlagen
Für den Bereich der Gefahrenabwehr ergeben sich die Eingriffsbefugnisse der Polizei aus dem Polizeigesetz des Landes Bremen. Gemäß § 136 Abs. 1 BremPolG ist die Ortspolizeibehörde für den Polizeivollzugsdienst in der Stadt Bremerhaven und gemäß § 136 Abs. 3 BremPolG auch für die kriminalpolizeilichen Aufgaben zuständig.
Die Aufgabe der Strafverfolgung ergibt sich aus § 163 Strafprozessordnung (StPO).

### Gliederung
Die Ortspolizeibehörde Bremerhaven wird durch den Direktor der Ortspolizeibehörde Volker Ortgies geleitet. Ihm unterstehen der von PD Marc Tiedemann geleitete Polizeiführungsstab (Amt 90), die vom Leitenden Polizeidirektor Lars van Beek geführte Schutzpolizei (Amt 93) und die von  Kriminaldirektor Benjamin Siebert geleitete Kriminalpolizei (Amt 94). Die Schutzpolizei gliedert sich in die Abteilung Nord mit den Revieren Lehe und Leherheide sowie in die Abteilung Süd mit dem Revier Geestemünde und der Polizeidienststelle Mitte. Die Ortspolizeibehörde verfügt über ein eigenes Kriminalmuseum. Bestimmte zentrale kriminalpolizeiliche Aufgaben werden durch zentrale Dienststellen der Polizei Bremen wahrgenommen. Insgesamt arbeiten 515 Mitarbeiterinnen und Mitarbeiter in der Ortspolizeibehörde (Stand 11/2015).
Während früher die Verwaltungspolizei als Amt 91 zur Ortspolizeibehörde als Bereich 9 gehörte, wurde sie 2006 als selbständiges Amt, nämlich das Bürger- und Ordnungsamt ausgegliedert und organisatorisch dem Bereich 3 (Rechts-, Sicherheits- und Ordnungsverwaltung) zugeordnet, wobei jedoch die alte Bezeichnung Amt 91 beibehalten wurde.
Die Polizei Bremen nimmt in Bremerhaven mit der Abteilung E 2 (Wasserschutzpolizei) die Aufgaben der Wasserschutzpolizei wahr.

### Leitung der Ortspolizeibehörde
- 11. Mai 1945 bis 5. November 1945: Polizeipräsident Helmut Yström
- 6. November 1945 bis 30. September 1952: Polizeidirektor Rudolf Viehweger
- 1. April 1953 bis 30. September 1959: Direktor der OPB Kirchner
- 1. Januar 1960 bis 30. März 1989: Direktor der OPB Eckhard Naumann
- 1. April 1989 bis 30. April 2006: Direktor der OPB Michael Viehweger
- 1. Mai 2006 bis 30. Juni 2007: Polizeidirektor Peter Dierschke (kommissarisch)
- 1. Juli 2007 bis 31. Mai 2022: Direktor der OPB Harry Götze
- seit 1. Juni 2022: Direktor der OPB Volker Ortgies

### Ausbildung
Das Studium für die Laufbahn des gehobenen Dienstes findet bei der Hochschule für Öffentliche Verwaltung Bremen statt. Für die Laufbahn des mittleren Polizeivollzugsdienstes wird in Bremen nicht mehr ausgebildet. Der letzte Anwärterdurchgang schloss seine Ausbildung bei der Bereitschaftspolizei im Frühjahr 2002 ab.

### Ausrüstung

#### Uniform
Seit dem 1. Oktober 2006 trägt die Polizei im Land (also auch die Ortspolizeibehörde Bremerhaven) ebenso wie die Polizei Schleswig-Holstein, Niedersachsen und Mecklenburg-Vorpommern die neue blaue Polizeiuniform der Hamburger Polizei. Die Umstellung erfolgte sukzessive, das Tragen der alten Uniform durch die Beamten war bis Ende 2010 ebenso zulässig.

#### Fahrzeuge

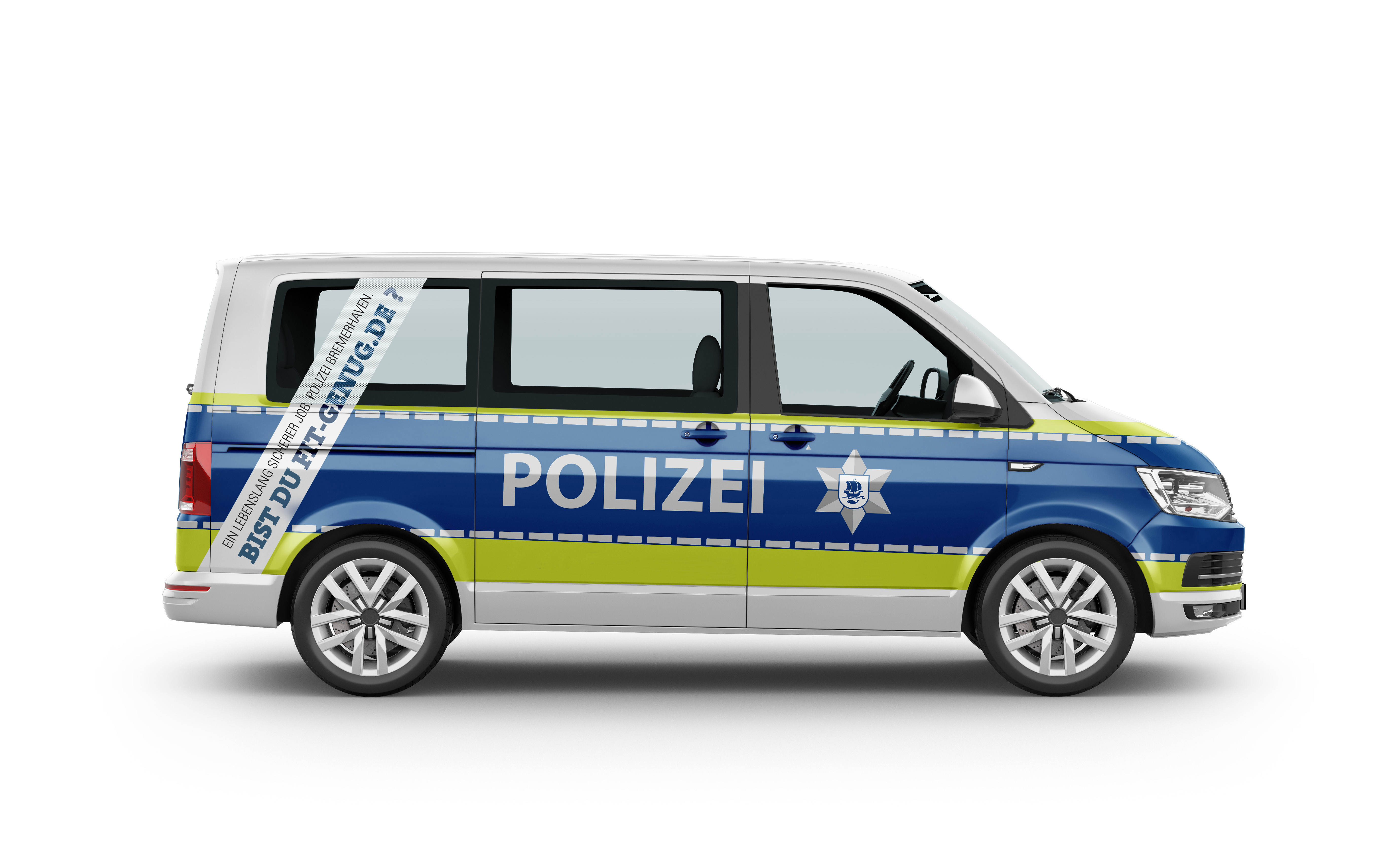
Streifenwagendesign zum 75-jährigen Jubiläum der Ortspolizeibehörde Bremerhaven.

Die Ortspolizeibehörde nutzt als Dienstfahrzeuge überwiegend Fahrzeuge der Marke Mercedes-Benz, Opel, Ford und Volkswagen. Vereinzelt kommen auch Fahrzeuge anderer Hersteller wie zum Beispiel MAN, BMW und Fiat zum Einsatz.
Streifenwagen sind derzeit überwiegend Mercedes-Benz Vito, VW Touran sowie vereinzelt VW T5 und Mercedes-Benz Baureihe 639.
Die Farbgebung der Streifenwagen und sonstigen Einsatzfahrzeuge ist blau-silber bzw. blau-weiß. Die ersten blau-silbernen Streifenwagen wurden Ende 2005/Anfang 2006 eingeführt.